# Francis G. Rayer
Œuvres principales
- Le Lendemain de la machine

Francis George Rayer, né le 6 juin 1921 à Longdon en Angleterre et mort le 11 juillet 1981 à Upton-upon-Severn, est un écrivain britannique de science-fiction.
Ingénieur spécialisé en électronique et radio, il écrit des ouvrages techniques ou de vulgarisation scientifique.
Auteur de science-fiction peu prolifique, il aime particulièrement imaginer les évolutions futures de la science.
Francis G. Rayer a également publié sous le pseudonyme de Chester Delray.

## Romans
- 1951 : Tomorrow Sometimes Comes (Le Lendemain de la machine, trad. Georges H. Gallet, Hachette, 1954, rééd. J'ai lu, « Science-Fiction »)
- Le Cardinal des étoiles (Cardinal of the Stars), 1964
- Realm of the Alien (écrit sous le nom de Chester Delray)
- Coming of the Darakua (1952)
- Earth Our New Eden (1952)
- We Cast No Shadow (1952)
- The Iron and the Anger (1964)

## Nouvelles
- Un vaisseau d'un autre monde
- Adjustment Period (1960)
- Sands Our Abode